# منتخب النرويج لكرة اليد للشابات
منتخب النرويج لكرة اليد للشابات هو ممثل النرويج الرسمي في المنافسات الدولية في كرة اليد للشابات
، يديريه الاتحاد النرويجي لكرة اليد.

## وصلات خارجية
- الموقع الرسمي